# Polycyrtus chiriquensis
Polycyrtus chiriquensis là một loài tò vò trong họ Ichneumonidae.